# Муравейский, Сергей Дмитриевич
Сергей Дмитриевич Муравейский (1894—1950) — советский гидролог, гидробиолог, профессор МГУ, основоположник биогидрологии.

## Биография
Родился в городе Вольмар Лифляндской губернии. Сын священника.
Среднее образование получил в Рижской Александровской гимназии, по окончании которой в 1913 году поступил на естественное отделение физико-математического факультета Московского университета, которое окончил в 1917 году. С 1914 года работал на гидробиологической станции озера Глубокое в Подмосковье.
С октября 1916 года был агитатором-пропагандистом Московского комитета партии в Замоскворецком районе. В октябре-ноябре 1917 года — рядовой Красной гвардии, участник боев с юнкерами при установлении советской власти в Москве.
В 1918 году — делегат 7-го Всероссийского съезда советов. С осени 1918 года — участник боевых действий в составе дивизии В. И. Чапаева. С февраля 1919 года — политработник в РККА. С 1920 года — начальник Политуправления Туркестанского фронта.
В 1922—1924 годах С. Д. Муравейский — ректор Среднеазиатского коммунистического университета в Ташкенте, созданного по его инициативе. С 1924 года работал в Москве (проректор Коммунистического университета, директор Института журналистики, член Госплана СССР по секторам водных ресурсов и культуры). Выполнение административных обязанностей он совмещал с научной работой в Тимирязевском научно-исследовательском институте и научно-производственном институте «Водгео», участвовал в работах, связанных с решением проблем водоснабжения Магнитогорска и Москвы.
Провел гидробиологические исследования рек Вятка, Ветлуга, Унжа, озер Казахстана и Южного Урала. Разработал раздел биогеографии, который он сам называл «биогидрологией». По его определению — это область географической науки, изучающая с биологических позиций водоемы суши как целостные природные объекты.
С 1928 года С. Д. Муравейский преподавал гидробиологию в Московском университете, а с 1930 г. и в МГИ. Предвоенный «московский период» его жизни прервался на три года (1931—1934) в связи с назначением поверенным в делах и первым советником полпредства СССР в Монголии.
В 1936 году вернулся в Ташкент, в первые годы Великой Отечественной войны оказал большую помощь в организации работы и учебы Московского университета во время его эвакуации в Среднюю Азию (в Ашхабад). В 1940 году С. Д. Муравейскому было присвоено звание «Заслуженный деятель науки СССР».
В 1943 году он окончательно переехал в Москву. С 1943 года по 1950 год — директор НИИ географии АН СССР, декан географического факультета МГУ, организатор и первый заведующий кафедрой гидрологии университета, член парткома МГУ. Был председателем экспертной комиссии ВАК СССР по географическим наукам, членом президиума Географического общества СССР.
В Московском университете подготовил ряд работ по озероведению, выдвинул оригинальную концепцию взаимодействия географических факторов и их роли в формировании географических комплексов, создал модель географического комплекса. Его представления о речном стоке как совокупности частных видов стока, процессе смены генетически и качественно различных водных масс, связанном с взаимообменом веществом и энергией с атмосферой и окружающими ландшафтами, актуальны и в настоящее время. Его разработки по геометрической схематизации формы ложа озер нашли продолжение в последующих исследованиях сотрудников кафедры. Основные труды С. Д. Муравейского собраны в посмертно изданной книге «Реки и озера. Гидробиология. Сток» (М., 1960).
Похоронен по его собственному завещанию на берегу озера Глубокого (Московская область, Рузский район).

## Основные работы
- Муравейский С. Д. Реки и озера. Гидробиология. Сток. — М.: Географгиз, 1960. — 388 с.